# Едіт Гонсалес
Едіт Гонса́лес Фуентес (іспан. Edith González Fuentes; 10 грудня 1964, Монтеррей, Мексика
‒ 13 червня 2019, Мехіко, Мексика) — мексиканська акторка, продюсерка і газетна авторка. В Україні відома ролями у серіалах «Багаті теж плачуть» (1979), «Дика роза» (1987), «Золота клітка» (1997) і «Пристрасті за Саломеєю» (2001-2002).

## Біографія
Народилася 10 грудня 1964 року у Монтерреї у дружній, гостинній та веселій сім'ї. Мала бабусю Есперансу. Була улюбленицею в родині. Коли до квартири приходили гості, Едіт декламувала їм вірші та співала. Для неї батьки влаштовували імпровізовані концерти та спектаклі, в яких вона чудово себе показувала. Батьки продовжували розвивати її театральні здібності. 
Старший брат водив її п’ятирічною на демонстрації та пікети. Одного разу вони побували на зйомках телепередачі «Щонеділі з Раулем Веласко». Там 5-річну Едіт помітили продюсери й запросили її зніматися в кіно. Невдовзі 1969 року вона дебютувала в одному з мексиканських фільмів. Коли на телеекрани вийшов серіал «Багаті теж плачуть», про Едіт дізнався світ. 
В Україні Едіт Гонсалес відома ролями у популярних тоді серіалах «Багаті теж плачуть» (1979), «Дика роза» (1987), «Золота клітка» (1997) і «Пристрасті за Саломеєю» (2001-2002).
17 серпня 2004 року Гонсалес народила дочку Констансу від політика Сантьяго Крила.
24 вересня 2010 року одружилася з Лоренсо Ласо Маргайном.

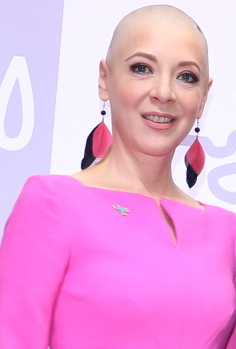
Всесвітній день боротьби з раком яєчників, 2017

2016 року Едіт Гонсалес був діагностований рак яєчників IV стадії. Її прооперували, видаливши яєчники, матку і лімфатичні вузли. 2017-го настала ремісія, але 2019-го хвороба повернулася.
Едіт Гонсалес померла 13 червня 2019 року в Мехіко після трьох років боротьби з раком, не доживши близько півроку до свого 55-річчя.

## Серіали
- «Циган» (1976)
- «Король мавп» (1976)
- «Циклон» (1977)
- «Багаті теж плачуть» (1979) ‒ Марісабель Сальватьєрра
- «Соледад» (1981) ‒ Луїза Санчес Фуентес
- «Дім, який я пограбувала» (1981) — Пауліна
- «Б’янка Відаль» (1985) ‒ Б’янка Відаль
- «Неймовірні муки» (1986) ‒ Ана Роса
- «Дика роза» (1987) ‒ перша (з двох) виконавиця ролі Леонели Вільяреаль
- «Дике серце» (1993) ‒ Моніка
- «Жінка, випадки з реального життя» (1995—1996) — різні персонажі (2 епізоди)
- «Тінь іншого» (1996) ‒ Лорна Мадрігал
- «Золота клітка» (1997) ‒ Аріана Вальтієр'а / Кароліна
- «Я тебе ніколи не забуду» (1999) ‒ Есперанса
- «Пристрасті за Саломеєю» (2001) ‒ Фернанда Лавальє (Саломея)
- «Холоднокровна» (2004) ‒ Маріса Сантібаньєс
- «Жорстокий світ» (2006) ‒ Хоселін де Сервантес-Браво
- «Донья Барбара» (2008-2009) ‒ донья Барбара Гуаймаран
- «Хамелеони» (2009-2010) ‒ Франсіска Кампос
- «Червоне небо» (2011) — Альма